# شرجة بعاق (طور الباحة)

تعديل مصدري - تعديل

شرجة بعاق هي إحدى قرى عزلة طور الباحة بمديرية طور الباحة التابعة لمحافظة لحج، بلغ تعداد سكانها 62 نسمة حسب تعداد اليمن لعام 2004.